# Zongo (Sud-Ubangi)
Pour l’article homonyme, voir Zongo (homonymie).
Zongo est une ville frontalière de la province du Sud-Ubangi (province de l'Équateur avant 2015) en république démocratique du Congo, et un port sur la rive sud de l'Oubangui. La ville se trouve en face de Bangui, capitale de la République centrafricaine. Les deux villes sont reliées par bateau et les échanges commerciaux ont repris ces dernières années à la suite de la réouverture des frontières de la RCA. Bien que située dans la Province de l'Équateur, la ville de Zongo est longtemps considérée comme un quartier de Bangui du fait de la dépendance économique de celle-ci vis-à-vis de Bangui. Il sied de préciser que l'interdépendance commerciale entre les deux villes rapprochent les habitants de celles-ci. Dans cette perspective, il y a lieu de parler d'intégration sous régionale. Zongo est parmi les 9 villes socio-économiques importantes en République Démocratique du Congo (les 8 autres villes sont : Baraka , Bandundu, Beni, Boma, Butembo, Likasi, Mwene-Ditu et Uvira).

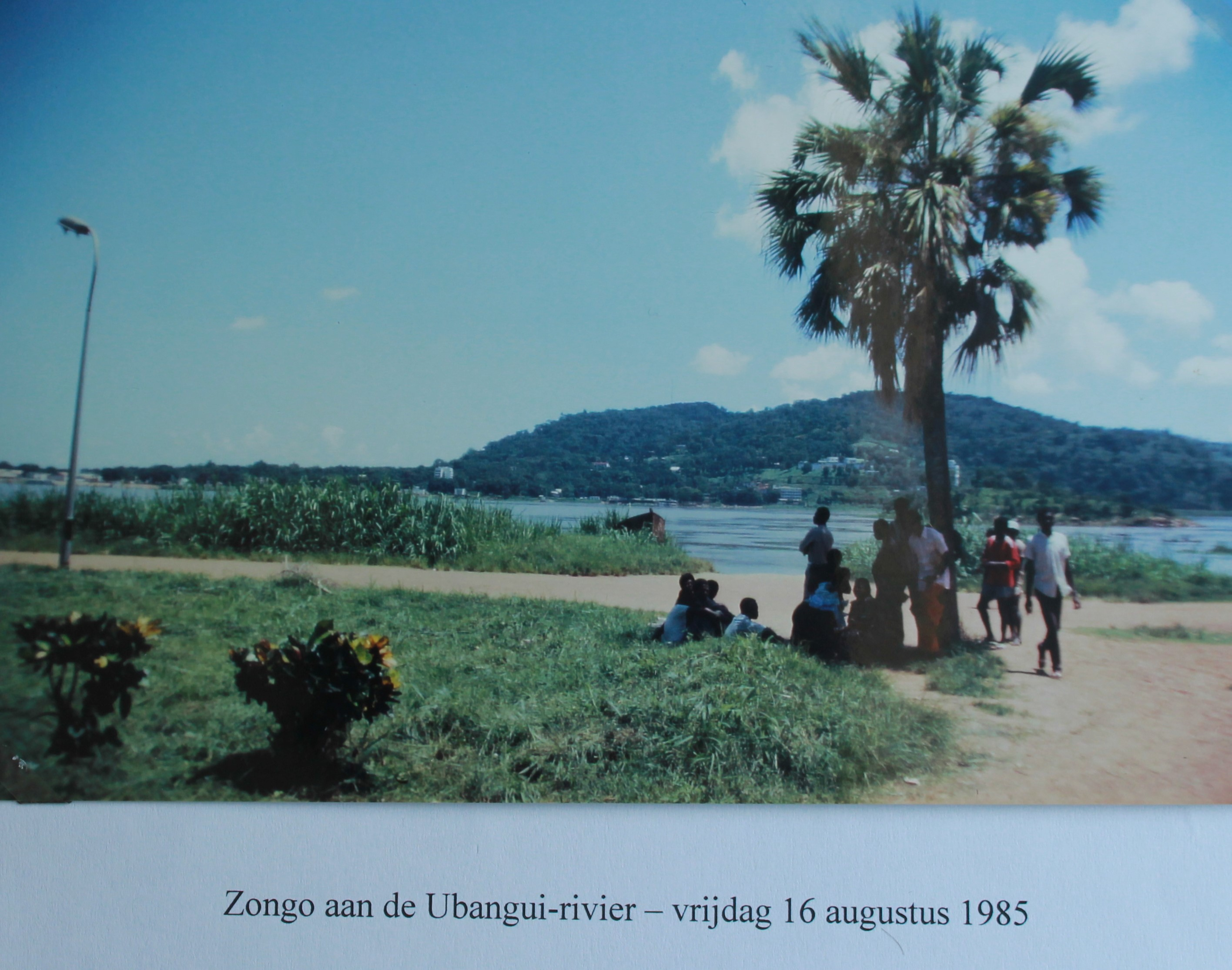
Vue sur la rive du fleuve Ubangi, à Zongo, Sud-Ubangi, RDC - (16 août 1985)

## Géographie
Les sols sont de nature argileuse, sablonneuse, argilo-sablonneuse et sablo-argileuse. Zongo a un sol de colline à sous-sol rocailleux dont la couche arable est mince et peu humifère. Le sol forestier, dont la couche arable est profonde et très humifère, est argilo-sablonneux.
Le relief est dominé par la chaîne de montagne de l'Oubangui, et par la vallée de l'Oubangui et celles des ruisseaux Ngumbe, Nzulu, Dobo, Pungakola, Kpeanga, Saya, Molet, Wango, Buka, Bala Mbwa, Momi, Ndaka, Mafondo.
Géographiquement, la ville de Zongo est délimitée comme suit :
- au nord, par l'Oubangui depuis son confluent avec la rivière Ngumbe jusqu'au confluent du ruisseau Kpeanga.
- à l'est, par le ruisseau Kpeanga depuis son confluent avec l'Oubangui jusqu'à sa source; du méridien de cette source jusqu'à sa rencontre avec la rivière Wango, de la rivière Wango jusqu'à sa source et d'une droite joignant cette source à celle de la rivière Ndimba.
- au sud, par une droite joignant la source de la rivière Ndimba au confluent des rivières Molet et Nande, d'une droite joignant le confluent des rivières Buka et Lende. De ce point, une droite aboutissant au confluent des rivières mimi et Mondjo et de la rivière Mimi jusqu'à son confluent avec l'Oubangui.
- à l'ouest, par l'Oubangui depuis son confluent avec la rivière Mimi vers l'amont jusqu'à son confluent avec la rivière Ngumbe.

## Environnement
La ville de Zongo dispose d'un climat tel que relevé par le colon Koffen, explorateur de la ville de Zongo, alterne 3 à 4 mois de saison sèche et pluvieuse. La température moyenne varie de 25 à 40 °C. La pluviométrie moyenne de la ville de Zongo varie de 600 à 1 000 mm.

## Climat
Le type de climat de la ville de Zongo tel que relevé par le colon Koffen, explorateur de la ville de Zongo, alterne 3 à 4 mois de saison sèche et pluvieuse. La température moyenne varie de 25 à 40 °C. La pluviométrie moyenne de la ville de Zongo varie de 600 à 1 000 mm.

## Histoire
À l'époque coloniale de l'État Indépendant du Congo (E.I.C), Zongo fut un territoire comme Libenge actuel. Lors de la réorganisation territoriale de 1906, Zongo devient chef-lieu du secteur Libenge-Nord. Elle est érigée en ville en 1971.

## Administration
Localité de 71 991 électeurs enrôlés pour les élections de 2018, elle a le statut de ville divisée en deux communes urbaines de moins de 80 000 électeurs :
- Nzulu, (48 338 électeurs, 7 conseillers municipaux)
- Wango, (23 653 électeurs, 7 conseillers municipaux)

## Ethnies
Les principaux clans de Zongo sont : Mabo, Ngbaka, Banda et Ngbandi. Cependant, les ethnies et tribus dominantes sont : Ngbaka-mabo buraka, Ngbaka minagende, Togbo, Langbase, Ngombe, Ngbandi et Sango.

## Population
Le dernier recensement date de 1984,. La population de la ville est difficile à établir en raison de fortes variations d'une source à l'autre.
| 1975   | 1984   | 2004   | 2010   | 2012   |
| ------ | ------ | ------ | ------ | ------ |
| 14 231 | 18 366 | 28 105 | 31 931 | 33 874 |

## Économie
La route Transafricaine 8 Lagos-Mombasa passe par Zongo.
L'agriculture est dominée par la culture vivrière (manioc, maïs, arachide, banane, taro et patate douce) et la culture pérenne (café, huile de palme et palmier à huile).
La population agricole de la ville de Zongo pratique beaucoup plus la culture vivrière que la culture pérenne, parce que celle-ci assure l'autosuffisance alimentaire à ladite population. Cette culture a un cycle court qui permet à la population de combler vite la période de soudure et en cas de surproduction, le résidu sert à la vente. Cependant, la culture pérenne est pratiquée d'une manière marginale compte tenu de cycle d'entrer à la production.